# Phaeonychium surculosum
Phaeonychium surculosum là một loài thực vật có hoa trong họ Cải. Loài này được Botsch. miêu tả khoa học đầu tiên.